# Renegat
Renegat (również zaprzaniec) – porzucający swoje przekonania, zdradzający dawnych sojuszników.
Określenie pochodzi od łacińskiego czasownika renegare, oznaczającego „zaprzeczyć”, „odrzucić”, „wyprzeć się” lub „wyrzec się”.
W wielu słownikach „renegat” określany jest również jako przeniewierca, odstępca, zdrajca, odszczepieniec.
Słowem „renegat” może być też określony człowiek, który zdecydował się na życie lub postępowanie niezgodnie z porządkiem czy regułami charakterystycznymi dla danego społeczeństwa.